# Левченко Микола Олександрович
Мико́ла Олекса́ндрович Ле́вченко (16 жовтня 1979, Донецьк, Українська РСР, СРСР) — проросійський український політик, народний депутат України VII скликання від Партії регіонів, кандидат історичних наук.
З 2014 року проживає в Москві. З 2015 року знаходиться у всеукраїнському розшуку за підозрою у вчиненні злочину на расовому підґрунті. Миколі Левченку інкримінували ч. 3 ст. 161 Кримінального кодексу (порушення рівноправності громадян залежно від їх расової, національної належності або ставлення до релігії) та ст.110 Кримінального кодексу (сепаратизм). В 2021 повернувся назад до України.
Одіозно відомий своїми українофобськими та русофільськими поглядами.

## Життєпис

### Ранні роки
Микола Левченко народився 16 жовтня 1979 року в Донецьку.
1996 року поступив у Донецький національний університет на історичний факультет і закінчив його 2001 року за спеціальністю «міжнародні відносини».
2000 року вступив на другу вищу освіту до Донецького інституту внутрішніх справ на факультет правознавства, який закінчив у 2003 році.
Перше робоче місце: вчитель історії в ЗОШ № 72 м. Донецька (2001—2003).
28 лютого 2014 року допоміг так званому народному губернатору Павлу Губарєву озвучити свій «ультиматум» на сесії Донецької міської ради. Після цього в Донецьку почалися заворушення, які пізніше переросли в бойові дії. Сам Левченко майже через місяць після цього заявив, що не схвалює подальші дії Губарєва.
На початку ескалації конфлікту на Донбасі ініціював проведення з'їзду депутатів всіх рівнів «Донбас без зброї», на якому наполягав на мирному вирішенні всіх спірних питань та проти виходу регіону зі складу України. Згодом після захоплення влади в ДНР/ЛНР емігрував з України та зараз проживає в Москві. Часто з'являється на багатьох московських телеканалах.
В Україні Левченку заочно оголосили підозру у порушенні рівноправності громадян залежно від їх расової, національної належності або ставлення до релігії. Сам екс-регіонал називав кримінальне провадження проти себе політичним переслідуванням.
25 травня 2018 року Шевченківський районний суд Києва зобов'язав прокуратуру Київської області закрити кримінальне провадження проти Левченка. Однак прокуратура рішення не виконала. Суд аргументував своє рішення тим, що сторона обвинувачення не довела зв'язок заяв Левченка з заворушеннями на території Донецької та Луганської областей, створенням основи для ескалації конфлікту і подальшого розпалювання ворожнечі на території країни.
Рішення виніс суддя Олег Лінник, після чого подав у відставку. У травні 2019 року Державне бюро розслідувань відкрило кримінальне провадження проти працівника прокуратури через відмову виконати рішення суду.

### Політична кар'єра
- депутат Куйбишевської районної ради міста Донецька (1998—2002);
- перший заступник голови Донецької обласної організації Союзу молоді регіонів України (2001);
- депутат Донецької міської ради (перше обрання — березень 2002 р.);
- начальник управління зі зв'язків з громадськістю начальника управління зв'язків з громадськістю Донецької міської ради (2003 р.);
- секретар Донецької міської ради 4-го (2004 р.), 5-го (2006 р.), 6-го (2010) скликань;
- заступник голови Донецької обласної організації партії Регіонів України (2008 р.).
- з грудня 2012 р. до грудня 2014 р. — народний депутат України VII скликання від Партії регіонів по одномандатному округу № 44 у Донецькій області, попередньо склавши з себе повноваження секретаря міської ради м. Донецька. Член комітету Верховної Ради з питань правової політики. Під час депутатської каденції був автором та співавтором законопроєктів, направлених на децентралізацію влади та розширення повноважень органів місцевого самоврядування[10] З 2014 року — голова Донецької обласної організації Партії регіонів
- 2014 р. ініціював створення фонду «Донбас без зброї»[8]

## Сімейний стан
Одружений, має п'ятеро дітей.

## Українофобські погляди
Став відомим завдяки висловлюванням про другосортність української мови та виступами за одну державну мову в Україні — російську. Такі заяви Левченка розглядалися оглядачами та політиками, навіть членами «Партії регіонів», як провокаційні та українофобські.